# Reichenau an der Rax
Reichenau an der Rax är en ort och kommun  i Österrike. Den ligger i distriktet Neunkirchen i förbundslandet Niederösterreich, 70 kilometer sydväst om huvudstaden Wien.
Kommunen består av 15 orter (Ortschaften) (inom parentes invånarantal 1 januari 2024):

- Dörfl (114)
- Edlach an der Rax (302)
- Griesleiten (25)
- Großau (50)
- Grünsting (54)
- Hinterleiten (55)
- Hirschwang an der Rax (328)
- Kleinau (20)
- Mayerhöfen (8)
- Oberland (9)
- Prein an der Rax (150)
- Preinrotte (51)
- Reichenau an der Rax (1 357)
- Sonnleiten (30)
- Thonberg (13)